# ARGE Österreichischer Botanischer Gärten
Die ARGE Österreichischer Botanischer Gärten ist das Netzwerk botanischer Gärten in Österreich. Sie wurde 1998 gegründet. Koordinator ist Michael Kiehn. Sie hat etwa 18 Mitglieder. Sie ist selbst Mitglied des European Botanic Gardens Consortium.
Ein besonderes Augenmerk ist die Problematik invasiver Neophyten.